# Ambakireny
Ambakireny est une commune urbaine malgache située dans la partie sud-est de la région de Betsiboka.

## Économie
Ambakireny est une commune rurale qui se trouve sur la route du chrome.